# Kîkolî, Icinea
Kîkolî (în ucraineană Киколи) este un sat în comuna Haienkî din raionul Icinea, regiunea Cernihiv, Ucraina.

## Demografie
Componența lingvistică a localității Kîkolî
     Ucraineană (100%)
Conform recensământului din 2001, toată populația localității Kîkolî era vorbitoare de ucraineană (100%).